# 秩父漫遊きっぷ

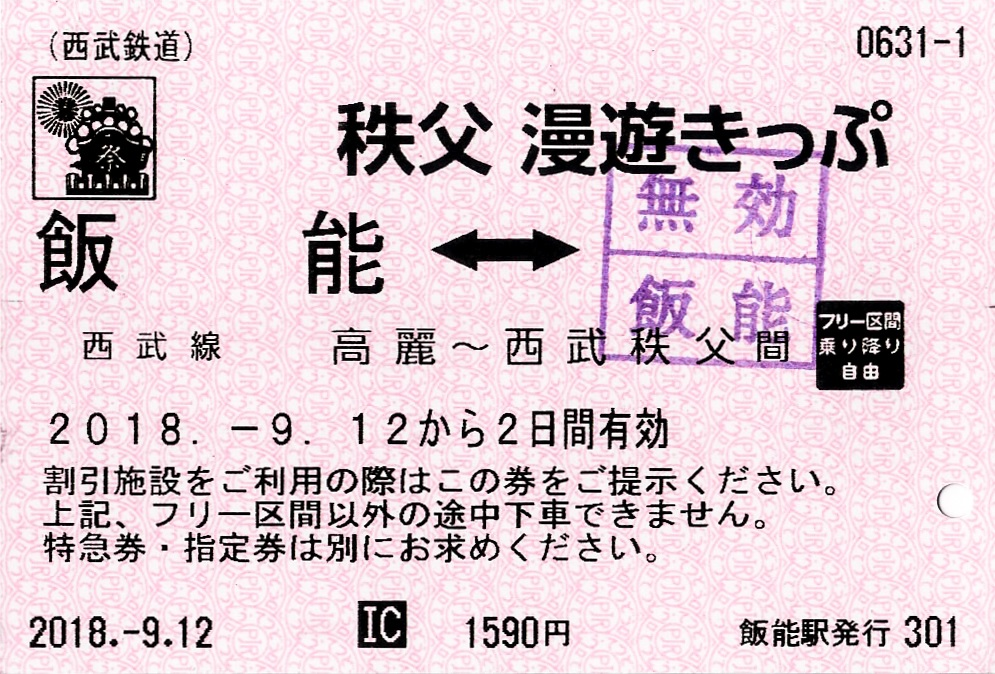
秩父漫遊きっぷ

秩父漫遊きっぷ（ちちぶまんゆうきっぷ）は、西武鉄道が発売している周遊券である。

## 概要

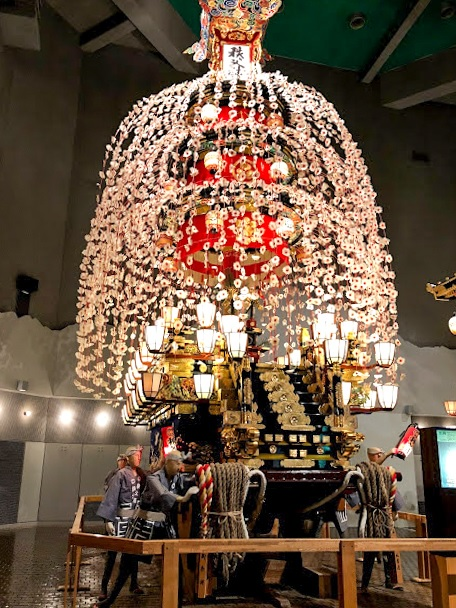
秩父まつり会館

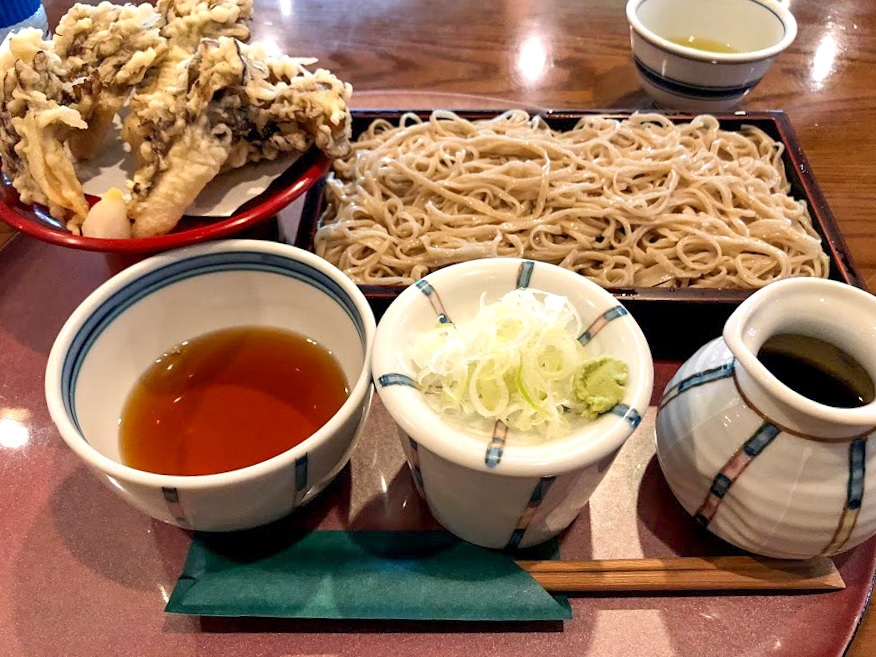
秩父蕎麦

2004年3月22日発売開始。西武線発駅〜西武秩父線西武秩父駅までの往復割引乗車券と「漫遊まる得クーポン券」（トヨタレンタリースの割引利用券、西武観光バスの秩父ゾーン乗り放題券、西武秩父仲見世通りの割引券の3つの中からいずれか1つ利用できる券）がセットになっている。有効期間は、使用開始日を含めて2日間。
また、秩父地区の施設で優待も受けられる。「秩父そばの会」の店舗でも飲食合計料金が約5％引となる。
それまで発売されていた近辺秩父エリア対象の秩父ミューズパークスポーツの森エンジョイきっぷなどの西武鉄道発売の周遊券はこの漫遊きっぷに吸収・合併される形として、発売を終了した（秩父フリーきっぷは発売継続）。

## 発売箇所
- 西武線各駅（但し、小竹向原駅、西武秩父線高麗駅〜西武秩父駅間および多摩川線各駅を除く）

## 料金
- 料金は発駅から西武秩父までの往復運賃を2割引した金額に620円（子供は320円）足した金額となる。（10円未満は切り上げる）